# Empty Glass
Empty Glass bylo vydáno v roce 1980 jako první sólové album Petea Townshenda (Who Came First je sbírka demo nahrávek a skladeb inspirovaných Meherem Babou; Rough Mix napsal a nahrál s Ronniem Lanem) a zároveň se jedná o jeho nejúspěšnější album.
Empty Glass se zabývá mnoha tématy, které Townshenda v té době trápily, jako je alkoholismus, závislost na drogách, manželské problémy a úmrtí přátel.

## Seznam skladeb
Autorem všech skladeb je Pete Townshend.
| Pořadí | Název                     | Délka |
| ------ | ------------------------- | ----- |
| 1.     | Rough Boys                | 4:02  |
| 2.     | I Am an Animal            | 3:51  |
| 3.     | And I Moved               | 3:21  |
| 4.     | Let My Love Open the Door | 2:44  |
| 5.     | Jools and Jim             | 2:36  |
| 6.     | Keep On Working           | 3:23  |
| 7.     | Cat's in the Cupboard     | 3:34  |
| 8.     | A Little Is Enough        | 4:42  |
| 9.     | Empty Glass               | 5:25  |
| 10.    | Gonna Get Ya              | 6:25  |

## Obsazení
- Pete Townshend – zpěv, kytara, syntezátor
- John "Rabbit" Bundrick – klávesy
- Simon Phillips – bicí („I Am an Animal“, „And I Moved“, „Let My Love Open the Door“, „Cat's in the Cupboard“, „Empty Glass“, „Gonna Get Ya“)
- James Asher – bicí („Jools and Jim“, „Keep On Working“)
- Kenney Jones – bicí („Rough Boys“)
- Mark Brzezicki – bicí („A Little Is Enough“)
- Tony Butler – baskytara
- Raphael Rudd – žestě v „Rough Boys“
- Peter Hope-Evans – harmonika v „Cat's in the Cupboard“